# لويس كوريهارا
لويس كوريهارا (باليابانية: 栗原類) (و. 1994 – م) هو عارض أزياء، وممثل، وعارض، من المملكة المتحدة، ولد في طوكيو.

## وصلات خارجية
- لويس كوريهارا على موقع IMDb (الإنجليزية)
- لويس كوريهارا على موقع قاعدة بيانات الفيلم (الإنجليزية)